# Cross masculin de snowboard aux Jeux olympiques de 2022
Navigation
Pyeongchang 2018 Milan-Cortina 2026
Le cross masculin de snowboard aux Jeux olympiques d'hiver de 2022 a lieu le 10 février 2022, au Genting Secret Garden de Zhangjiakou. 

## Résultats

### Qualifications
| Rang | Dossard | Athlète             | Nationalité     | 1re manche    | 2e manche     | Meilleur temps |
| ---- | ------- | ------------------- | --------------- | ------------- | ------------- | -------------- |
| 1    | 15      | Éliot Grondin       | Canada          | 1 min 16 s 29 | -             | 1 min 16 s 29  |
| 2    | 7       | Julian Lüftner      | Autriche        | 1 min 17 s    | -             | 1 min 17 s     |
| 3    | 13      | Jakob Dusek         | Autriche        | 1 min 17 s 05 | -             | 1 min 17 s 05  |
| 4    | 2       | Alessandro Hämmerle | Autriche        | 1 min 17 s 24 | -             | 1 min 17 s 24  |
| 5    | 11      | Martin Nörl         | Allemagne       | 1 min 17 s 38 | -             | 1 min 17 s 38  |
| 6    | 16      | Omar Visintin       | Italie          | 1 min 17 s 68 | -             | 1 min 17 s 68  |
| 7    | 8       | Hagen Kearney       | États-Unis      | 1 min 17 s 81 | -             | 1 min 17 s 81  |
| 8    | 4       | Cameron Bolton      | Australie       | 1 min 17 s 92 | -             | 1 min 17 s 92  |
| 9    | 3       | Lorenzo Sommariva   | Italie          | 1 min 17 s 98 | -             | 1 min 17 s 98  |
| 10   | 12      | Nick Baumgartner    | États-Unis      | 1 min 18 s 01 | -             | 1 min 18 s 01  |
| 11   | 23      | Umito Kirchwehm     | Allemagne       | 1 min 18 s 22 | -             | 1 min 18 s 22  |
| 12   | 19      | Paul Berg           | Allemagne       | 1 min 18 s 31 | -             | 1 min 18 s 31  |
| 13   | 20      | Liam Moffatt        | Canada          | 1 min 18 s 45 | -             | 1 min 18 s 45  |
| 14   | 9       | Lukas Pachner       | Autriche        | 1 min 18 s 49 | -             | 1 min 18 s 49  |
| 15   | 17      | Adam Dickson        | Australie       | 1 min 18 s 56 | -             | 1 min 18 s 56  |
| 16   | 6       | Merlin Surget       | France          | 1 min 18 s 64 | -             | 1 min 18 s 64  |
| 17   | 10      | Adam Lambert        | Australie       | 1 min 19 s 33 | 1 min 17 s 56 | 1 min 17 s 56  |
| 18   | 25      | Jake Vedder         | États-Unis      | 1 min 18 s 83 | 1 min 17 s 88 | 1 min 17 s 88  |
| 19   | 18      | Tommaso Leoni       | Italie          | 1 min 19 s 45 | 1 min 18 s 13 | 1 min 18 s 13  |
| 20   | 24      | Mick Dierdorff      | États-Unis      | 1 min 19 s 66 | 1 min 18 s 64 | 1 min 18 s 64  |
| 21   | 14      | Lucas Eguibar       | Espagne         | 1 min 18 s 73 | 1 min 19 s 93 | 1 min 18 s 73  |
| 22   | 5       | Kalle Koblet        | Suisse          | 1 min 19 s 39 | 1 min 18 s 94 | 1 min 18 s 94  |
| 23   | 21      | Yoshiki Takahara    | Japon           | 1 min 19 s 26 | 1 min 19 s 16 | 1 min 19 s 16  |
| 24   | 22      | Loan Bozzolo        | France          | 1 min 19 s 75 | 1 min 19 s 23 | 1 min 19 s 23  |
| 25   | 30      | Daniil Donskikh     | ROC             | 1 min 19 s 36 | 1 min 19 s 93 | 1 min 19 s 36  |
| 26   | 28      | Kevin Hill          | Canada          | 1 min 20 s 24 | 1 min 19 s 45 | 1 min 19 s 45  |
| 27   | 1       | Glenn de Blois      | Pays-Bas        | 1 min 20 s 75 | 1 min 19 s 69 | 1 min 69 s 69  |
| 28   | 29      | Jarryd Hughes       | Australie       | 1 min 21 s 28 | 1 min 20 s 48 | 1 min 20 s 48  |
| 29   | 31      | Huw Nightingale     | Grande-Bretagne | 1 min 20 s 79 | 1 min 20 s 72 | 1 min 20 s 72  |
| 30   | 26      | Léo Le Blé Jaques   | France          | 1 min 21 s 06 | 1 min 21 s 36 | 1 min 21 s 06  |
| 31   | 27      | Filippo Ferrari     | Italie          | 1 min 24 s 77 | Abandon       | 1 min 24 s 77  |
| 32   | 32      | Radek Houser        | Tchéquie        | Forfait       | Forfait       | Forfait        |

### Huitièmes de finale
| Rang | Dossard | Athlète       | Nationalité | Notes    |
| ---- | ------- | ------------- | ----------- | -------- |
| 1    | 1       | Éliot Grondin | Canada      | Qualifié |
| 2    | 16      | Merlin Surget | France      | Qualifié |
| 3    | 17      | Adam Lambert  | Australie   |          |
| -    | 32      | Radek Houser  | Tchéquie    | Forfait  |

| Rang | Dossard | Athlète           | Nationalité | Notes    |
| ---- | ------- | ----------------- | ----------- | -------- |
| 1    | 8       | Cameron Bolton    | Australie   | Qualifié |
| 2    | 24      | Loan Bozzolo      | France      | Qualifié |
| 3    | 25      | Daniil Donskikh   | ROC         |          |
| -    | 9       | Lorenzo Sommariva | Italie      | Abandon  |

| Rang | Dossard | Athlète       | Nationalité | Notes    |
| ---- | ------- | ------------- | ----------- | -------- |
| 1    | 5       | Martin Nörl   | Allemagne   | Qualifié |
| 2    | 21      | Lucas Eguibar | Espagne     | Qualifié |
| 3    | 12      | Paul Berg     | Allemagne   |          |
| 4    | 28      | Jarryd Hughes | Australie   |          |

| Rang | Dossard | Athlète             | Nationalité     | Notes    |
| ---- | ------- | ------------------- | --------------- | -------- |
| 1    | 20      | Mick Dierdorff      | États-Unis      | Qualifié |
| 2    | 4       | Alessandro Hämmerle | Autriche        | Qualifié |
| 3    | 13      | Liam Moffatt        | Canada          |          |
| 4    | 29      | Huw Nightingale     | Grande-Bretagne |          |

| Rang | Dossard | Athlète           | Nationalité | Notes    |
| ---- | ------- | ----------------- | ----------- | -------- |
| 1    | 19      | Tommaso Leoni     | Italie      | Qualifié |
| 2    | 30      | Léo Le Blé Jaques | France      | Qualifié |
| 3    | 14      | Lukas Pachner     | Autriche    |          |
| 4    | 3       | Jakob Dusek       | Autriche    |          |

| Rang | Dossard | Athlète         | Nationalité | Notes    |
| ---- | ------- | --------------- | ----------- | -------- |
| 1    | 6       | Omar Visintin   | Italie      | Qualifié |
| 2    | 11      | Umito Kirchwehm | Allemagne   | Qualifié |
| 3    | 22      | Kalle Koblet    | Suisse      |          |
| 4    | 27      | Glenn de Blois  | Pays-Bas    |          |

| Rang | Dossard | Athlète          | Nationalité | Notes    |
| ---- | ------- | ---------------- | ----------- | -------- |
| 1    | 23      | Yoshiki Takahara | Japon       | Qualifié |
| 2    | 10      | Nick Baumgartner | États-Unis  | Qualifié |
| 3    | 7       | Hagen Kearney    | États-Unis  |          |
| 4    | 26      | Kevin Hill       | Canada      |          |

| Rang | Dossard | Athlète         | Nationalité | Notes    |
| ---- | ------- | --------------- | ----------- | -------- |
| 1    | 18      | Jake Vedder     | États-Unis  | Qualifié |
| 2    | 2       | Julian Lüftner  | Autriche    | Qualifié |
| 3    | 15      | Adam Dickson    | Australie   |          |
| -    | 31      | Filippo Ferrari | Italie      | Forfait  |

### Quarts de finale
| Rang | Dossard | Athlète        | Nationalité | Notes    |
| ---- | ------- | -------------- | ----------- | -------- |
| 1    | 1       | Éliot Grondin  | Canada      | Qualifié |
| 2    | 16      | Merlin Surget  | France      | Qualifié |
| 3    | 24      | Loan Bozzolo   | France      |          |
| 4    | 8       | Cameron Bolton | Australie   |          |

| Rang | Dossard | Athlète             | Nationalité | Notes    |
| ---- | ------- | ------------------- | ----------- | -------- |
| 1    | 4       | Alessandro Hämmerle | Autriche    | Qualifié |
| 2    | 21      | Lucas Eguibar       | Espagne     | Qualifié |
| -    | 20      | Mick Dierdorff      | États-Unis  | Abandon  |
| -    | 5       | Martin Nörl         | Allemagne   | Abandon  |

| Rang | Dossard | Athlète           | Nationalité | Notes    |
| ---- | ------- | ----------------- | ----------- | -------- |
| 1    | 6       | Omar Visintin     | Italie      | Qualifié |
| 2    | 19      | Tommaso Leoni     | Italie      | Qualifié |
| 3    | 30      | Léo Le Blé Jaques | France      |          |
| -    | 11      | Umito Kirchwehm   | Allemagne   |          |

| Rang | Dossard | Athlète          | Nationalité | Notes    |
| ---- | ------- | ---------------- | ----------- | -------- |
| 1    | 2       | Julian Lüftner   | Autriche    | Qualifié |
| 2    | 18      | Jake Vedder      | États-Unis  | Qualifié |
| 3    | 10      | Nick Baumgartner | États-Unis  |          |
| 4    | 23      | Yoshiki Takahara | Japon       |          |

### Demi-finales
| Rang | Dossard | Athlète             | Nationalité | Notes    |
| ---- | ------- | ------------------- | ----------- | -------- |
| 1    | 1       | Éliot Grondin       | Canada      | Finale A |
| 2    | 4       | Alessandro Hämmerle | Autriche    | Finale A |
| 3    | 16      | Merlin Surget       | France      | Finale B |
| 4    | 21      | Lucas Eguibar       | Espagne     | Finale B |

| Rang | Dossard | Athlète        | Nationalité | Notes    |
| ---- | ------- | -------------- | ----------- | -------- |
| 1    | 2       | Julian Lüftner | Autriche    | Finale A |
| 2    | 6       | Omar Visintin  | Italie      | Finale A |
| 3    | 18      | Jake Vedder    | États-Unis  | Finale B |
| 4    | 19      | Tommaso Leoni  | Italie      | Finale B |

### Finale
| Rang                                | Dossard | Athlète             | Nationalité |
| ----------------------------------- | ------- | ------------------- | ----------- |
| Médaille d'or, Jeux olympiques      | 4       | Alessandro Hämmerle | Autriche    |
| Médaille d'argent, Jeux olympiques  | 1       | Éliot Grondin       | Canada      |
| Médaille de bronze, Jeux olympiques | 6       | Omar Visintin       | Italie      |
| 4                                   | 2       | Julian Lüftner      | Autriche    |

| Rang | Dossard | Athlète       | Nationalité |
| ---- | ------- | ------------- | ----------- |
| 5    | 16      | Merlin Surget | France      |
| 6    | 18      | Jake Vedder   | États-Unis  |
| 7    | 21      | Lucas Eguibar | Espagne     |
| 8    | 19      | Tommaso Leoni | Italie      |